# Raphael Schweda
Raphael Schweda (Rostock, 17 d'abril de 1976) va ser un ciclista alemany, professional des del 1997 al 2003. Un cop retirat va dirigir diferents equips.

## Palmarès
- 1996
  - Vencedor d'una etapa de la Volta a Baviera
- 1998
  - 1r al Gran Premi de Frankfurt sub-23
- 1999
  - Vencedor d'una etapa de la Volta a Renània-Palatinat
- 2000
  - 1r a la Volta a Nuremberg

### Resultats a la Volta a Espanya
- 2001. 104è de la classificació general
- 2003. 131è de la classificació general

### Resultats al Giro d'Itàlia
- 2002. 78è de la classificació general